# أشتون تورنر
أشتون تورنر (بالإنجليزية: Ashton Turner)‏ (25 يناير 1993 في أستراليا - ) هو لاعب كريكت أسترالي. شارك مع منتخب أستراليا الوطني للكريكت. أما مع النوادي، فقد لعب مع فريق غرب أستراليا للكريكت ‏ وPerth Scorchers ‏.

## وصلات خارجية
- أشتون تورنر على موقع إي آس بي آن كريك إنفو (الإنجليزية)